# Febreze

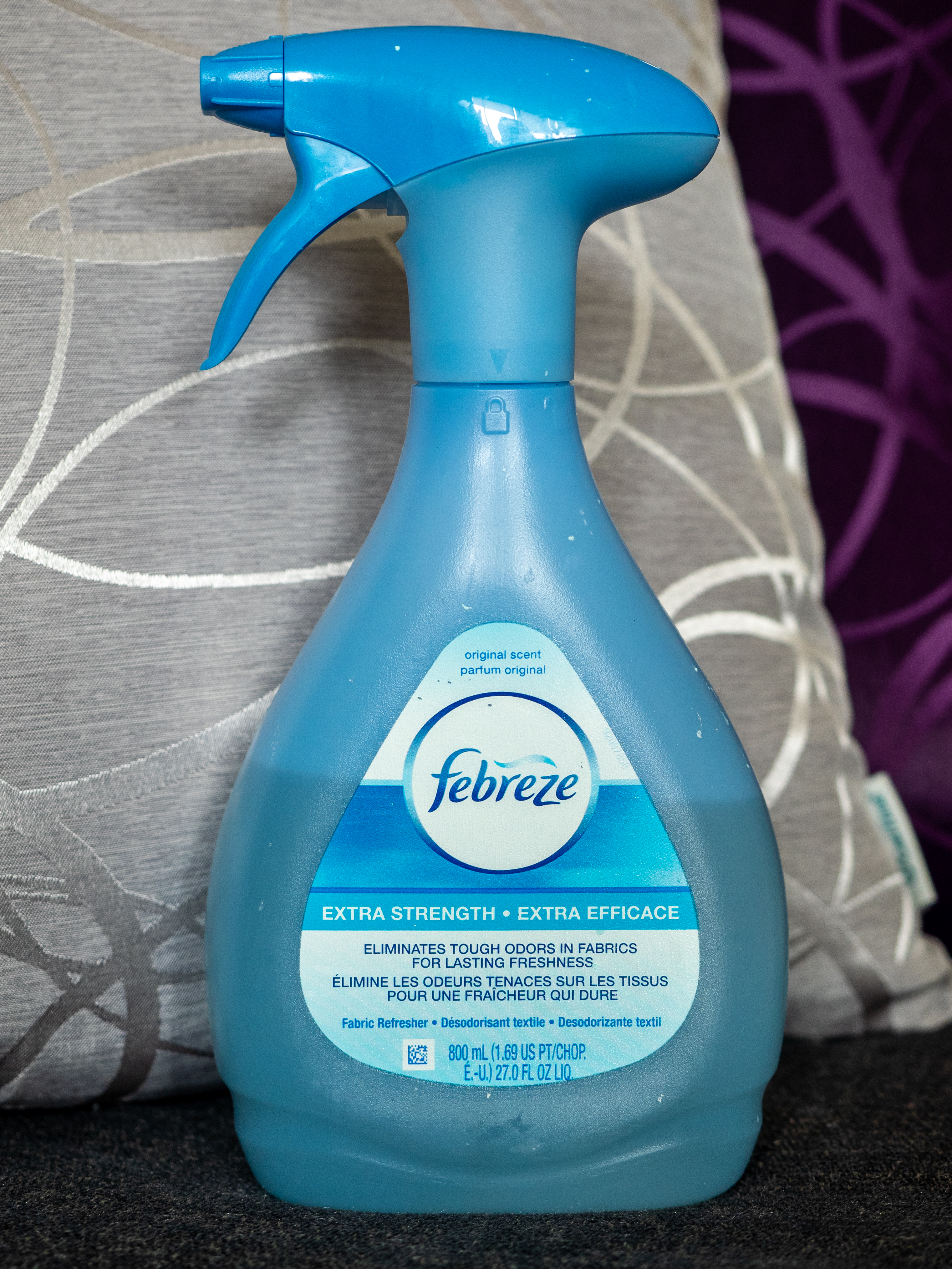

Febreze is een luchtverfrisser geproduceerd door Procter & Gamble.
Bijzonder aan dit product is dat het de ongewenste geur daadwerkelijk neutraliseert, in tegenstelling tot andere producten die ongewenste geuren alleen maar overheersen met een andere geur. 
De werkzame stof in Febreze is een cyclodextrine, een ringvormig suikeroligomeer dat een complex kan vormen met een breed scala aan kleine moleculen zodat die kleine moleculen niet meer als geur waarneembaar zijn.
Een onafhankelijke test door het programma Volt, maakte duidelijk dat de resultaten uit de reclame op zijn minst sterk overdreven worden.